# Michel Bury
Michel Bury (Ingwiller, 28 febbraio 1952) è un ex tiratore a segno francese.

## Palmarès

### Olimpiadi
- 1 medaglia:
  - 1 argento (Los Angeles 1984 nella carabina 50 metri a terra)